# 린 우드 (변호사)

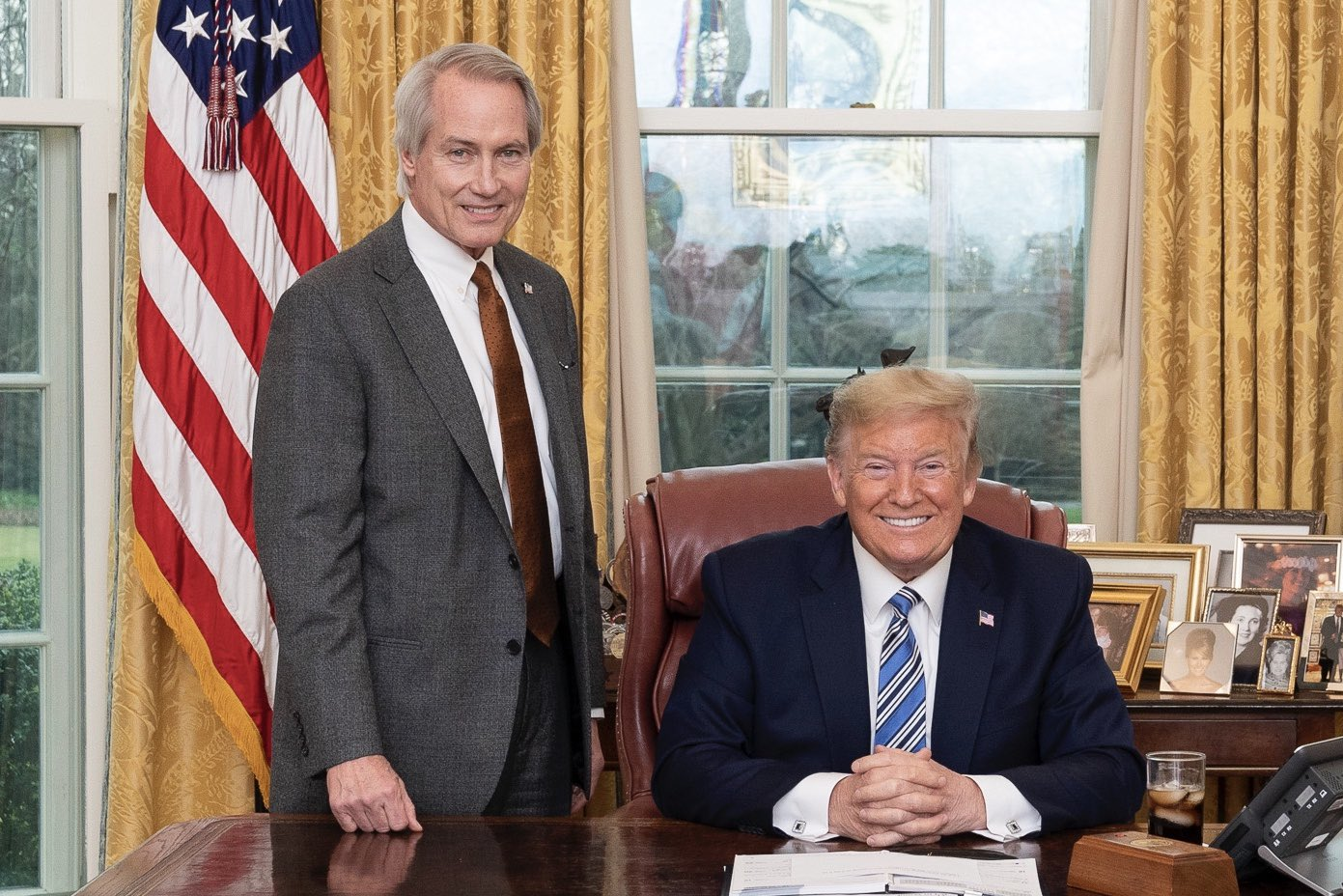
2020년 3월에 도날드 트럼프 대통령과 함께 있는 린 우드 변호사

린 우드(Lucian Lincoln "Lin" Wood Jr., 1952년 10월 19일 ~ )는 미국의 변호사이며 정치 평론가, 또는 음모론 주창자이며 조지아주 애틀랜타 출신이다.
그는 2020년에 행해진 미국 대통령 선거에서 일어난 부정 선거에 대한 음모론 주장으로 대중의 시선을 모았다. 그는 도널드 트럼프의 편에서 그를 변호하며, 트럼프가 70 퍼센트의 득표를 하였으나, 중국 공안과, 정보국, 공화당원들이 합작하여 부정선거를 모의하여 실행하였고, 이 결과로 트럼프가 대선에 낙선하게 된 책임이 있다는 주장을 펼쳤다. 그는 조지아주 주지사인 브라이언 켐프와, 조지아주 총리인 브래드 라펜스버거를 수감할 것을 요구하였다.